# Ixobrychus minutus

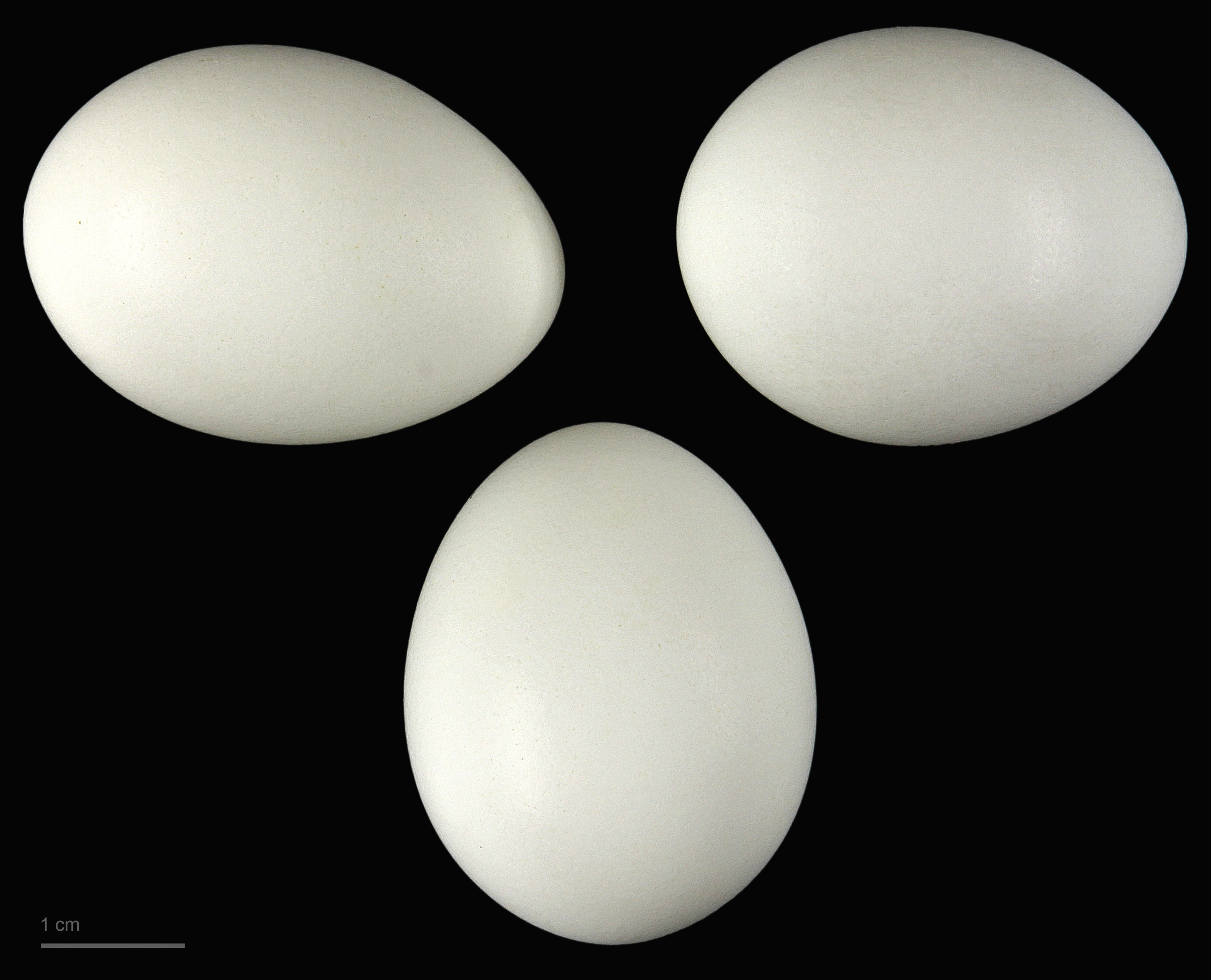
Uova di Ixobrychus minutus

Il tarabusìno (Ixobrychus minutus Linnaeus, 1766), in alcune regioni noto anche come guacco, è un uccello della famiglia degli Ardeidi.

## Descrizione
Per certi versi tende a somigliare molto al tipico Tarabuso, fatta eccezione per le ridotte dimensioni (da come è indicato anche dal nome dell'animale). Presenta un piumaggio simile al suo parente più grande, perfetto per mimetizzarsi nella vegetazione palustre: bianco con pezzature marroni-cannella sul ventre mentre sul dorso possiede un colorito più bruno e scuro che prosegue fino al capo. Il dimorfismo sessuale è evidente nella specie: mentre le femmine hanno il tipico piumaggio descritto precedentemente, i maschi sono quasi prevalentemente bianchi-ocra con il dorso e le parti superiori nere. Il becco del Tarabusino è medio-lungo e dritto, adatto ad afferrare le prede acquatiche in un colpo rapido.

## Distribuzione e habitat
Il tarabusino si trova in larga parte del Vecchio mondo, in Europa, Africa ed Asia. In Europa e in Asia (il cui areale spazia fino all'Inghilterra e alla Russia nelle regioni settentrionali) è presente nel periodo primaverile-autunnale per nidificare, mentre nel continente africano e in Madagascar è svernante ed eventualmente stanziale tutto l'anno. In Italia migra e nidifica specialmente in Pianura Padana e nelle regioni centrali della penisola, è più scarso verso le regioni meridionali e nelle isole data la rarità delle zone palustri in cui vive.
Difatti il suo habitat è composto da zone umide d'acqua dolce, ferma o corrente; predilige canneti fitti come il suo parente di maggiori dimensioni, il Tarabuso, ma frequenta anche ambienti palustri, ambienti acquatici dalle rive spoglie, terreni coltivati umidi, fossati e risaie.

## Biologia

### Voce
La tipologia di canto è semplice, con onda sinusoidale.
La frequenza di canto è di circa 600 Hz (tra i 528 Hz e i 625 Hz).

### Alimentazione
Si ciba prevalentemente di animali acquatici che popolano il suo ambiente tra cui insetti, anfibi, piccoli pesci, molluschi e crostacei.

### Riproduzione
Nidifica in primavera costruendo il riparo per i futuri pulcini fra i canneti, arbusti semiacquatici o vegetazione palustre varia; è molto difficile osservarlo anche grazie alle ridotte dimensioni e al piumaggio dell'animale che si mimetizza perfettamente con l'ambiente.

## Sistematica
Il tarabusino ha 3 sottospecie:
- Ixobrychus minutus minutus
- Ixobrychus minutus payesii
- Ixobrychus minutus podiceps

## Galleria d'immagini

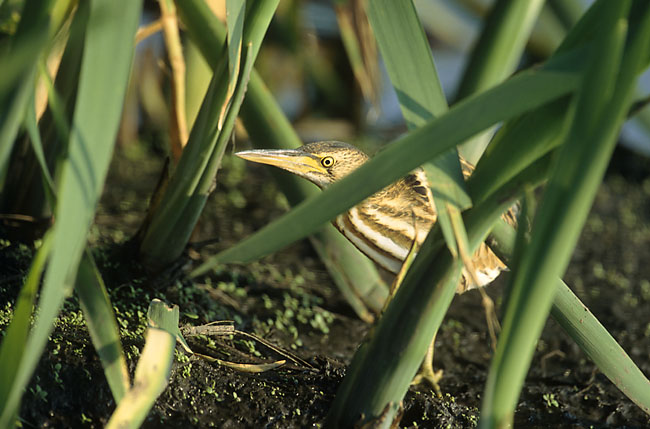
Giovane di tarabusino
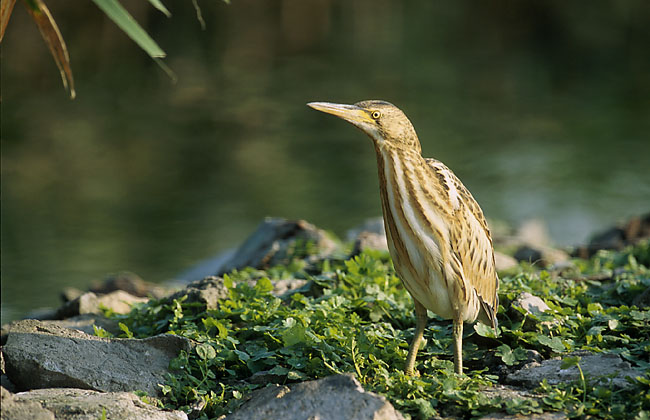
Giovane di tarabusino
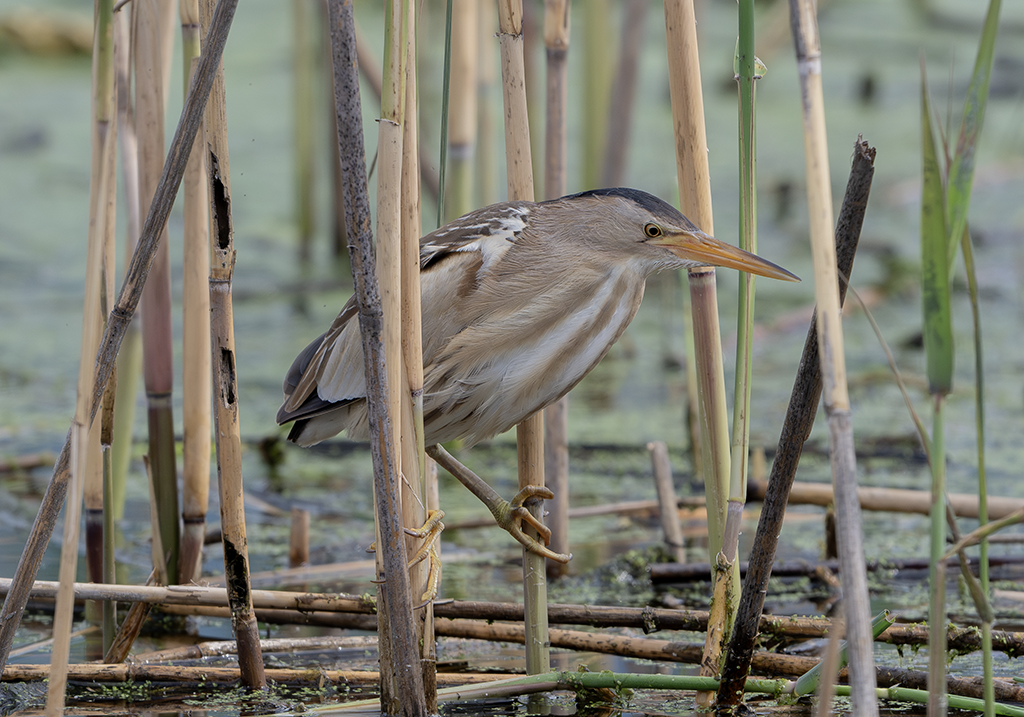
Tarabusino-femmina
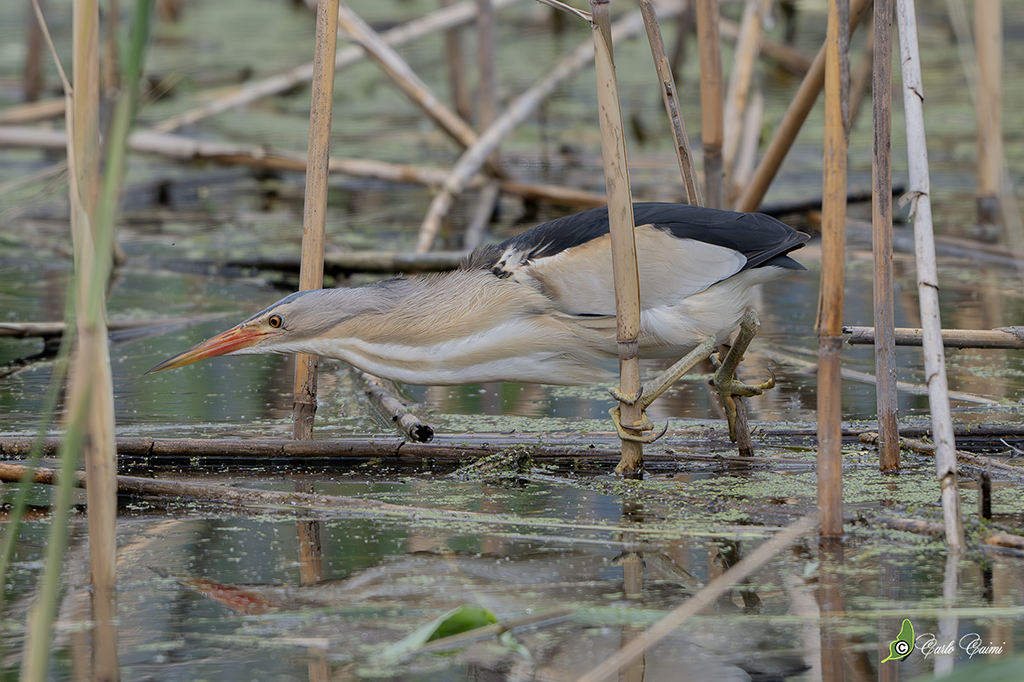
Tarabusino-maschio